# Ipumirim
Ipumirim é um município brasileiro localizado no oeste do estado de Santa Catarina. Sua população, conforme o Censo do IBGE de 2022, é de 7 816 habitantes.

## Topônimo
O nome Ipumirim vem do Tupi-Guarani, onde Ipu: Vale e Mirim: Pequeno. Ou seja, Pequeno Vale.

## História

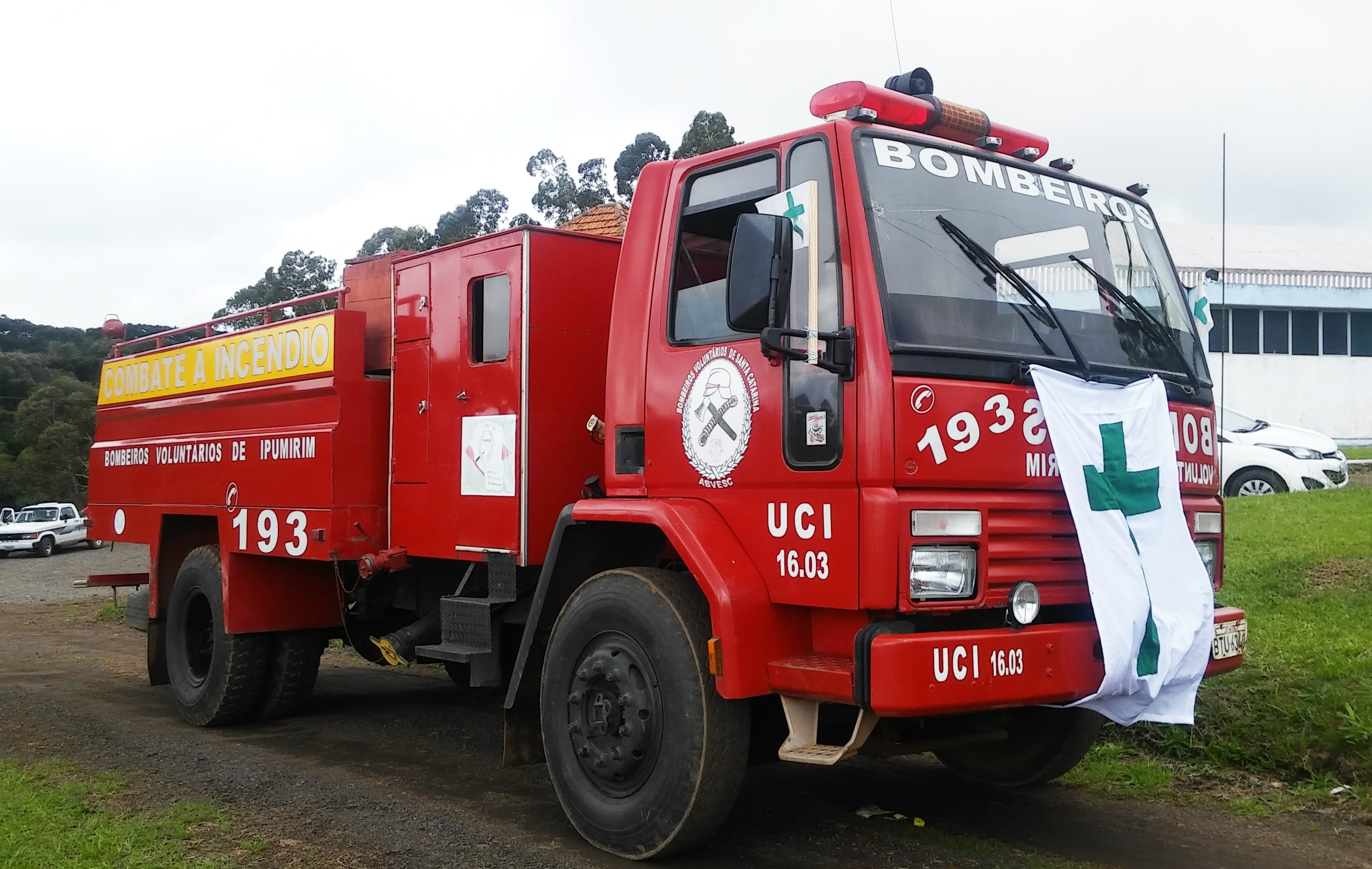
Viatura dos Bombeiros Voluntários do Município de Ipumirim, 2017.

Colonizada por alemães e italianos no início do século XX, Ipumirim tornou-se município em 1963, quando se emancipou de Concórdia.
Data festiva – 7 de Abril (aniversário da cidade).
Principais atividades econômicas – Agropecuária e indústria madeireira.
Colonização – Italiana e alemã.
Principais etnias – Italiana e alemã.

## Geografia
Localização – Meio-oeste, a 33 km de Concórdia e a 525 km de Florianópolis.
Clima – Mesotérmico úmido, com temperatura média entre 10 °C e 28 °C.
A cidade é dividida ao meio pelo Rio Engano tendo assim, a parte Oeste e Leste.

## Turismo
Situada na região do Alto Uruguai Catarinense, Ipumirim caracteriza-se pela grande quantidade de minifúndios. São cerca de 500, muitos deles abertos para o turismo rural. Também é famosa pelo atendimento caloroso que os moradores da cidade, na maioria descendentes de italianos, oferecem aos turistas.
Infraestrutura turística – O Chafariz na rótula central da cidade refresca e ilumina ainda mais o clima quente e radiante do verão ipumirinense, tornando as caminhadas pelo centro da cidade animadas e divertidas.
Possui confortáveis e bons restaurantes na cidade, com destaque para a comida italiana e gaúcha. Desde o ano 2020 tem Hunsrückisch e Talian como línguas co-oficiais segunda lei N° 1868

## Economia
O Pequeno Vale é conhecido por ser um dos maiores exportadores de carne de frango de Santa Catarina e do Brasil. Possui uma unidade da JBS instalada no município empregando trabalhadores de diversos segmentos de todo o Vale da Produção (Arabutã, Ipumirim e Lindoia do Sul).
A Indústria Madeireira também está muito presente no município, empregando centenas de trabalhadores e produzindo materiais de qualidade com padrões internacionais. E conta com mais de 3.000.000 de árvores plantadas em áreas de reflorestamento, com previsão de plantio de aproximadamente 400.000 mudas por ano.